# الاحکام السلطانیه

جلد کتاب الاحکام السلطانیه

کتاب  الاحکام السلطانیه یا آئین حکمرانی ، یکی از آثار قاضی شهر بصره و فقیه شافعی، ابوالحسن علی ابن محمد بن حبیب ماوردی می باشد.
ماوردی، فرد شاخص، نظریه پردازِ خلافت و از پیشگامان در این زمینه بود. 
درمورد زمان نگارش کتاب اختلاف فراوان است اما براساس قوی ترین منبع، احتمالاً این کتاب در پانزده سال آخر عمر این اندیشمند در قرن پنجم هجری قمری نگارش شده است. 
لازم به ذکر است که این کتاب براساس فقه شافعی نگارش یافته است.

مرتضی مطهری در کتاب حماسه حسینی از این کتاب در اهمیت امر به معروف نام برده است.

## دلایل اهمیت کتاب الاحکام السلطانیه
پیش از قرن پنجم (ه.ق)، به رغم وجود کتب و رسالات فراوان کلامی و فقهی و سیاسی بحث مشروحی در زمینه خلافت صورت نگرفت، ازین‌رو این کتاب در میان اهل سنت جایگاه ویژه ای دارد.
البته در همان زمان کتاب دیگری با همین نام(الاحکام السلطانیه) توسط ابویعلی الفراء به نگارش در آمده بود که البته شهرت ماوردی را نیافت.

## خلافت
اصلی ترین دلیل ماوردی برای نگارش این کتاب تنظیم رابطهٔ نهاد خلافت و سلطنت بود زیرا که در زمان خلافت عباسی بین منافع و حقوق خلفای عباسی و حقوق سلاطین آل بویه تضاد پیش‌آمده بود. بر همین مبنا ماوردی با تدوین حقوق سیاسی در کتاب الاحکام السلطانیه به تقویت نهاد "خلافت" پرداخت.
این کتاب در بیست باب تنظیم شده است که باب اول آن درمورد عقد خلافت است و باب های دیگر از وزارت گرفته تا قضاوت و جهاد را دربرمی‌گیرد. 

### خلیفه یا امام مسلمین و مسئله بیعت
از نظر ماوردی وجود امام یا خلیفه برای مسلمین واجب است. همچنین او خلیفه را جانشین پیامبر اسلام می‌دانست که سیاستِ ملت اسلام و قواعد دین به او تفویض می‌شود، پس حکم وی بر همه احکام سلطه(سلطان) تقدم دارد. 
ماوردی خلیفه را انتخابی می‌داند و انتخاب آن نیز یا به شکل اهل حل و عقد است و یا شیوه استخلاف. 
نکته مهم در این کتاب اینست که ماوردی شیوهٔ استیلا برای خلیفه شدن را رد می‌کند و این شیوه را برای اُمرا مشروع می‌داند نه خلفا، پس بنا بر این حکم از نظر ماوردی خلافت امویان که به شکل استیلا(غلبه نظامی) حاصل شده بود مشروعیت ندارد.

### اهل حل و عقد
انتخاب خلیفه به این شیوه در اصل به ماجرای سقیفه و شیوه انتخاب خلیفه اول ابوبکر برمی‌گردد. تعداد این شورا از نظر ماوردی می‌تواند یکنفر (مثل ماجرای بیعت کردن عباس عموی پیامبر اسلام با علی ابن ابیطالب)، سه نفر(مثل عقد نکاح) و یا شش نفر (مثل انتخاب خلیفه سوم مسلمین یعنی عثمان)، باشد. 

### استخلاف
شیوه انتخاب "استخلاف" هم به نحوهٔ انتخاب خلیفه دوم مسلمین عمر بن خطاب بر می‌گردد که در این شیوه خلیفه قبلی جانشین خود را به وضوح معرفی می کند. 

### شرایط سلب شدن خلیفه
- شرایط اخلاقی و رفتاری از قبیل فِسق ناشی از شهوت، دارابودن عقاید شبهه ناک و ازین دست شرایط.
- شرایط جسمانی از قبیل زوال عقل و نابینایی و نداشتن دو دست یا دو پا
- ((قهر)) یا اسارت بی بازگشت خلیفه
- ((حِجر)) یا سوار شدن اطرافیان خلیفه بر وی بطوریکه آنان تصمیمات اصلی را بگیرند.[۶]

## نهاد وزارت و امارت
همانطور که گفته شد برطبق نظرات ماوردی نهاد خلافت وظایف امور دینی و سیاسی(امور کشورداری) را توأمان برعهده دارد اما دو نهاد دیگر یعنی وزارت و امارت در کنار خلیفه به او یاری می رسانند.

### وزارت و وزیر
از نظر ماوردی وزارت به دو گونه تقسیم می شود :
وزارت تفویضی(در این نوع وزارت به وزیر مربوطه تمامی اختیارات خلیفه چه دینی و چه سیاسی به وزیر تفویض می‌شود) 
وزارت تنفیذی(در این نوع وزارت، وزیر برای اهداف خاص و محدودی مثل جمع آوری خراج، قدرت به او تنفیذ می شود)

## امارت و امیر
ماوردی نهاد دیگری را هم به نام امارت در کتاب خود بررسی کرده است که آن هم به دو نوع تقسیم می‌شود:
امارت استکفایی(همانند وزارت تفویضی است اما در سرزمین و بلاد دیگر همانند او تمام اختیارات خلیفه به امیر تفویض می‌شود) 
امارت استیلایی(امیر استیلا کسی است که با شمشیر یا بطور دقیق تر با جنگ سرزمینی از خاک مسلمین را به زور گرفته باشد، در اینصورت خلیفه به او امارت استیلایی را (البته به شروطی) می‌دهد.) 
شروط امیر استیلا
- امیر باید قدرت خلیفه را بپذیرد
- امیر باید از خلیفه اطاعت مذهبی کند
- توافق های منجر به حاکمیت دینی را بپذیرد
- در زمان نیاز به خلیفه کمک کند
- مالیات های شرعی را جمع آوری کند
- فعل حرام نداشته باشد

## ترجمه فارسی
این کتاب با عنوان ((آیین حکمرانی)) در سال ١٣٨٣ توسط حسین صابری در انتشارات علمی و فرهنگی به چاپ رسیده است.